# Wierzchno (powiat choszczeński)
Wierzchno (niem. Berndtshöhe) – osada w Polsce położona w województwie zachodniopomorskim, w powiecie choszczeńskim, w gminie Pełczyce. W latach 1975–1998 miejscowość administracyjnie należała do województwa gorzowskiego. W roku 2007 osada liczyła 86 mieszkańców. Osada wchodzi w skład sołectwa Łyskowo. 

## Geografia
Osada leży ok. 1 km na zachód od Łyskowa, przy drodze wojewódzkiej nr 151, między Łyskowem a Barlinkiem, w pobliżu byłej linii kolejowej nr 410. 

## Zabytki
Do wojewódzkiego rejestru zabytków wpisany jest:
- park dworski wraz z dziedzińcem gospodarczym z drugiej połowy XIX wieku, pozostałość po dworze.